# Тут клює. Відверті історії українського бізнесмена
Тут клює. Відверті історії українського бізнесмена — книга відомого блогера, експерта з економіки та електронної комерції, засновника інвестиційного фонду FISON Дмитра Томчука. Вперше вийшла у видавництві «Наш Формат» 1 квітня 2019 року.

## Огляд книги
«Тут клює» — двадцятирічний досвід бізнесмена на терені інвестиційної діяльності, яким він ділиться відверто та без прикрас. Спостереження, накопичені за останні 20 років. Автор розповідає про те, із чим можна зіткнутися і чого навчитися, вкладаючи кошти в бізнес. Сам Томчук звертає увагу, що його робота — «це не книга рецептів, і не керівництво з експлуатації та ремонту малого та середнього бізнесу». Він ставить собі за мету інше — «розповісти, як буває в українському бізнесі, і дати поштовх людині, яка вагається…». Дати впевненість у тому, що й в нашій країні є, де «порибалити».[відсутнє в джерелі]

## Основний зміст
Книга складається з передмови та сімнадцяти тем, у кожній з яких є щось нове про автора. Його життя, перші кроки в підприємницькій діяльності та історію українського бізнесу в цілому. Видання показує жорстокі умови, складні реалії вітчизняного бізнесу, які автор, однак, описує із самоіронією, гумором.
Томчук дає чіткі відповіді на наступні питання:
- Як змусити гроші працювати на вас?
- Коли краще приймати рішення самостійно, а не за допомогою дискусії?
- Чи можна довіряти партнерам?
- Чому варто розбудовувати власну справу в Україні попри всі труднощі?

Автор стверджує, що треба робити все, аби навіть найменші кошти працювали. Якщо такі є, і вони просто «в підвішеному стані», то це для компанії — вірний крок назад. Праця є рушійною силою бізнесу, а сам бізнес — діло рук простих людей, і ніяк не аристократів. Саме той, хто чітко усвідомлює близькість злиднів, буде робити все, аби рухатись лише вперед. Ніколи не буде стояти на місці, і це є головний фактор розвитку вітчизняного бізнесу.